# Cuore artificiale

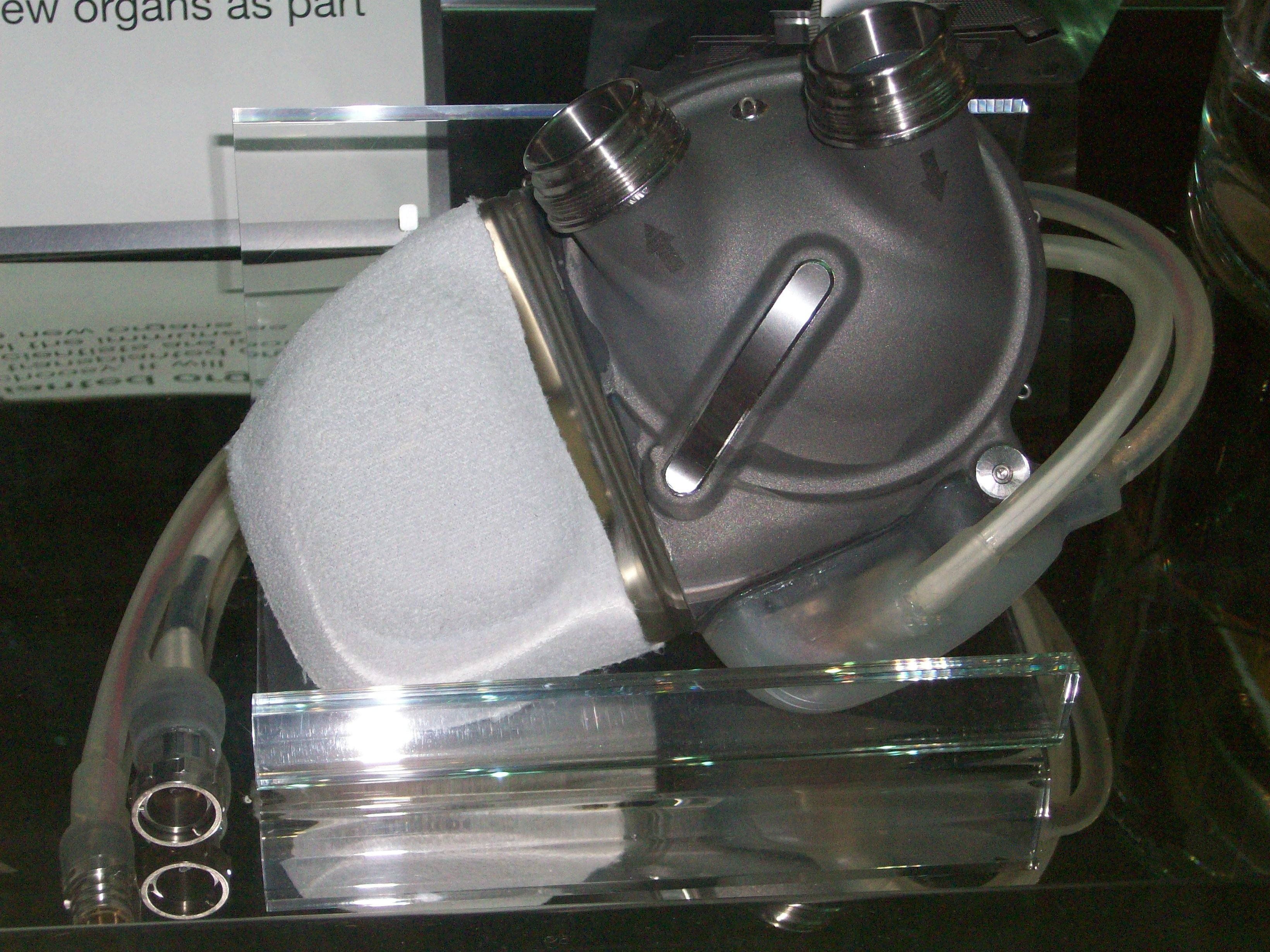
Un cuore artificiale al museo della scienza di Londra

Il cuore artificiale è un componente meccanico impiantato nel torace per rimpiazzare il cuore biologico.
Il termine “cuore artificiale” è spesso utilizzato impropriamente per descrivere un assistente meccanico cardiaco o VAD (Ventricular assist device), il quale è solo una pompa che aiuta il cuore ma non lo sostituisce.
Il cuore artificiale deve essere distinto dal bypass cardiopolmonare assistito, il quale è una macchina per sostituire sia il cuore che i polmoni. I CPB (cardiopulmonary by-pass) sono utilizzati solo per poche ore, solitamente durante la chirurgia cardiaca.

## Origini
Il beneficio del cuore artificiale è sicuramente quello di diminuire i trapianti di cuore, poiché il numero di organi disponibili è di gran lunga inferiore al numero dei pazienti in lista d'attesa.
Anche se concettualmente il cuore artificiale è semplice (un muscolo che funge da pompa), sono coinvolti una serie di sottigliezze che fanno deficitare i materiali cardiaci sintetici e gli strumenti utilizzati. Le conseguenze di questi problemi si riflettono in frequenti rigetti e batterie esterne necessarie al cuore che limitano la mobilità del paziente. Queste complicazioni fanno sì che i riceventi di questi cuori artificiali abbiano un'autonomia di qualche ora o qualche giorno.

## Primi sviluppi
Il primo cuore artificiale fu creato da Vladimir Demichov in URSS nel 1937.
Nel 1953 fu usata una macchina artificiale "cuore-polmoni" per la prima volta durante un'operazione a cuore aperto. Il Dr. John Heysham Gibbon, l'inventore di questa macchina per la circolazione extracorporea, costruì e mise a punto il dispositivo da solo.
Il 3 luglio 1952, il quarantunenne Henry Opitek, che soffriva di fiato corto, fece la storia della medicina al Harper University Hospital presso la Wayne State University in Michigan (USA). Il Dodrill-GMR è considerato il primo cuore artificiale per circolazione estracorporea usato durante un intervento di chirurgia a cuore aperto.
Il Dr. Forest Dewey Dodrill usò questo tipo di macchinario nel 1952 per bypassare il ventricolo destro di Henry Opitek per 50 minuti mentre il chirurgo aprì l'atrio sinistro e cercò di riparare la valvola mitrale. Nel referto post-operatorio del Dr. Dodrill scrisse, "Per quel che sappiamo, questo è il primo episodio di sopravvivenza per un paziente dove il cuore artificiale ha mantenuto l'apporto completo del sangue mentre il cuore era aperto e sotto intervento chirurgico.
L'interesse scientifico nel trovare una soluzione definitiva per un cuore artificiale impiantabile si sviluppò con numerosi gruppi di ricerca in tutto il mondo.

## Cuori artificiali temporanei approvati dal FDA

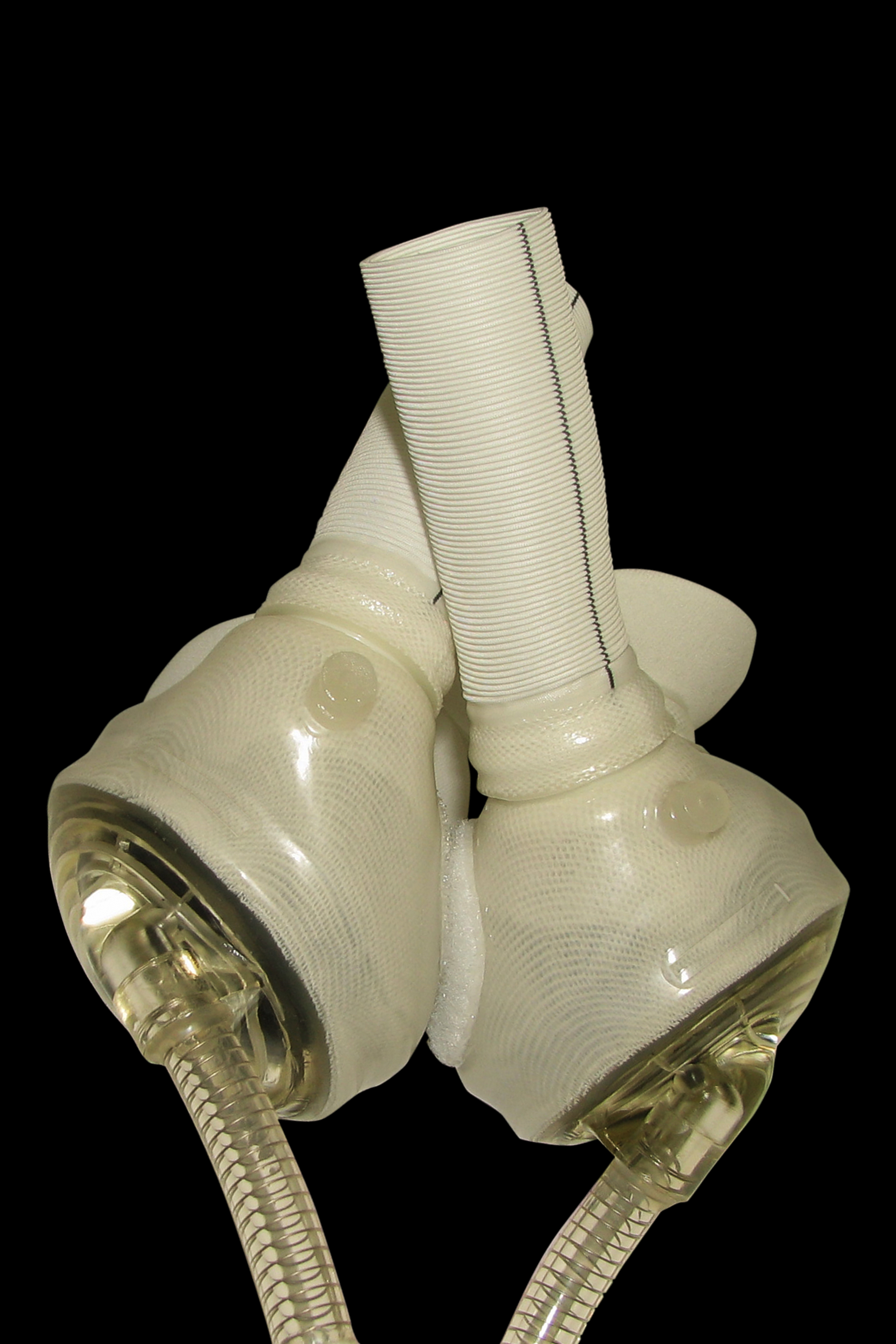
Il cuore artificiale completo provvisorio CardioWest

### CardioWest cuore artificiale completo provvisorio
Il CardioWest cuore artificiale completo provvisorio (TAH-t) fu il primo cuore completo approvato dal FDA. Ricevette l'approvazione dal FDA il 15 ottobre 2004, dopo 10 anni di sperimentazione clinica.
Originariamente pensato come cuore artificiale permanente, è oggi utilizzato solo come transito durante i trapianti di cuore nel caso in cui il paziente abbia un collasso ventricolare bilaterale del cuore. Ci sono stati più di 800 trapianti del cuore artificiale CardioWest, contando più di 170 pazienti salvati all'anno.
Durante la sperimentazione clinica di questo cuore artificiale, il 79% dei pazienti si sono salvati durante il trapianto (New England Journal of Medicine 2004; 351: 859-867). Questa percentuale è la più alta per i cuori utilizzati come ponte in tutto il mondo. (vedi FDA Summary of Safety and Effectiveness.)

### Cuore sostitutivo AbioCor
Diversamente dal CardioWest TAH, Il cuore sostitutivo AbioCor della Abiomed, è un cuore impiantabile completamente nel torace che è stato progettato per non necessitare il passaggio di cavi o tubi nella pelle, in modo da diminuire il rischio di infezioni.
L'AbioCor è stato approvato per un utilizzo in pazienti che si trovano all'ultimo stadio di malattie cardiache che interessano entrambi i ventricoli. Ad oggi, 15 hanno ricevuto un impianto di AbioCor, con uno di loro che ha vissuto per 512 giorni con il suddetto.
L'Abiocor ha ricevuto l'approvazione dall'FDA in base al Humanitarian Device Exemption (HDE) il 5 settembre 2006. Il primo impianto di AbioCor dall'approvazione dell'FDA è stato eseguito nel 24 luglio 2009 al Robert Wood Johnson University Hospital, New Jersey. (Vedi FDA Summary of Safety and Probable Benefit.)

## Primo trapianto di cuore artificiale permanente
Nel 2007 il professor Gino Gerosa all'Azienda Ospedaliera di Padova ha eseguito il primo impianto in Italia di un cuore artificiale totalmente impiantabile.
Il 30 settembre 2010 è stato innestato un cuore artificiale permanente nel petto di un ragazzo di 15 anni affetto da distrofia muscolare di Duchenne. Si tratta del primo caso al mondo in cui un dispositivo viene innestato con l'intento di mantenerlo fino al termine naturale della vita del paziente; questo perché la patologia di base non rende candidabile il paziente al trapianto di cuore.